# Jan Andruszewicz
Jan Andruszewicz herbu Doliwa (zm. ok. 1567) – polski duchowny rzymskokatolicki, poeta, kanonik wileński, biskup kijowski (od 1545), biskup łucki (od 1555).

## Życiorys
Jan Andruszewicz pochodził z rodu szlacheckiego Andruszewiczów herbu Doliwa. Był duchownym rzymskokatolickim, poetą i kanonikiem wileńskim. Od 1545 roku pełnił funkcję biskupa kijowskiego, a od 1555 roku był już biskupem łuckim.
Na sejmie bielskim z 1564 roku był świadkiem wydania przywileju bielskiego przez króla Zygmunta II Augusta.
Jest autorem łacińskiego poematu Gens Lituana olim... (1543)